# رأس الفخذ
رأس الفخذ (بالإنجليزية: femoral head)‏ أو (femur head أو head of the femur) هو أعلى جزء من عظم الفخذ، و هو مثبت في عظم الفخذ بواسطة عنق عظم الفخذ.

## البنيان
الرأس مُكَوَّر الشكل ويشكّل أكثر من نصف كرة، و هو يتجه لأعلى و إلى الداخل (الإتجاه الإنسي) وقليلاً إلى الأمام، والجزء الأكبر من تحدبه في الأعلى وإلى الأمام.
سطحه أملس ومُغلف بغضروف (بالإنجليزية: Cartilage)‏ ناعم، باستثناء جزء مُنْخَفَض في رأس الفخذ على شكل إِهْلِيلَجِيّ (بَيْضَاوِيّ ) اسمه نُقْرَةُ رَأْسِ الفَخِذِيّ (أو: حُفْرَةُ رَأْسِ العَظْمِ الفَخِذِيّ) (بالإنجليزية:  fovea capitis femoris)‏ ، والتي تقع خلف مركز رأس الفخذ إلى الأسفل قليلاً، حيث يرتبط عليها رِباطُ رَأْسِ الفَخِذ (بالإنجليزية: Ligament of head of femur)‏.
قطر رأس الفخذ أكبر عموماً في الرجال أكثر من النساء.

## نقرة الرأس
نُقْرَةُ رَأْسِ الفَخِذِيّ (باللاتينية: fovea capitis femoris) (بالإنجليزية: Fovea of head of femur)‏ تقع إلى الخلف قليلا تحت مركز السطح المفصلي لرأس الفخذ، و هي جزء صغير مقعر و مُنْخَفَض في رأس الفخذ. شكل النقرة بَيْضَاوِيّ بشكل طفيف و اتجاهها من أعلى إلى أسفل الخلف.
النقرة هي نقطة ارتكاز (ارتباط) للرباط المدور الفخذي (بالإنجليزية: Ligament of head of femur)‏ ، ويُعتقد أن اتجاهها هذا مناسب للألياف المتوترة (المشدودة) للرباط المدور.
خلافا لرأس عظم الفخذ، فإن نُقْرَةُ رَأْسِ عظم الفخذ لا يوجد عليها أي غضروف زجاجي (غضروف هياليني). ويُقال إن نقرة الرأس تحتوي على قنوات أوعية دموية في ثلثي الأشخاص، ولكن مساهمة تلكم القنوات في وعائية رأس الفخذ تختلف.

## الأهمية السريرية
إذا كان هناك كسراً في عنق عظم الفخذ يُصبح تدفق الدم من خلال الرباط مَصِيرِيّاً. يُعتبر رأس عظم الفخذ مهماً في جراحة العظام، لأنه يمكن أن يحدث فيه نخراً لاوعائياً (بالإنجليزية: Avascular necrosis)‏ ، فيترتب عليه حدوث التهاب العظم و الغضروف السالخ (بالإنجليزية: Osteochondritis dissecans)‏.
يتم اسْتِئْصالُ رأس الفخذ كلّياً في جراحة استبدال مفصل الورك.

## صور اضافية

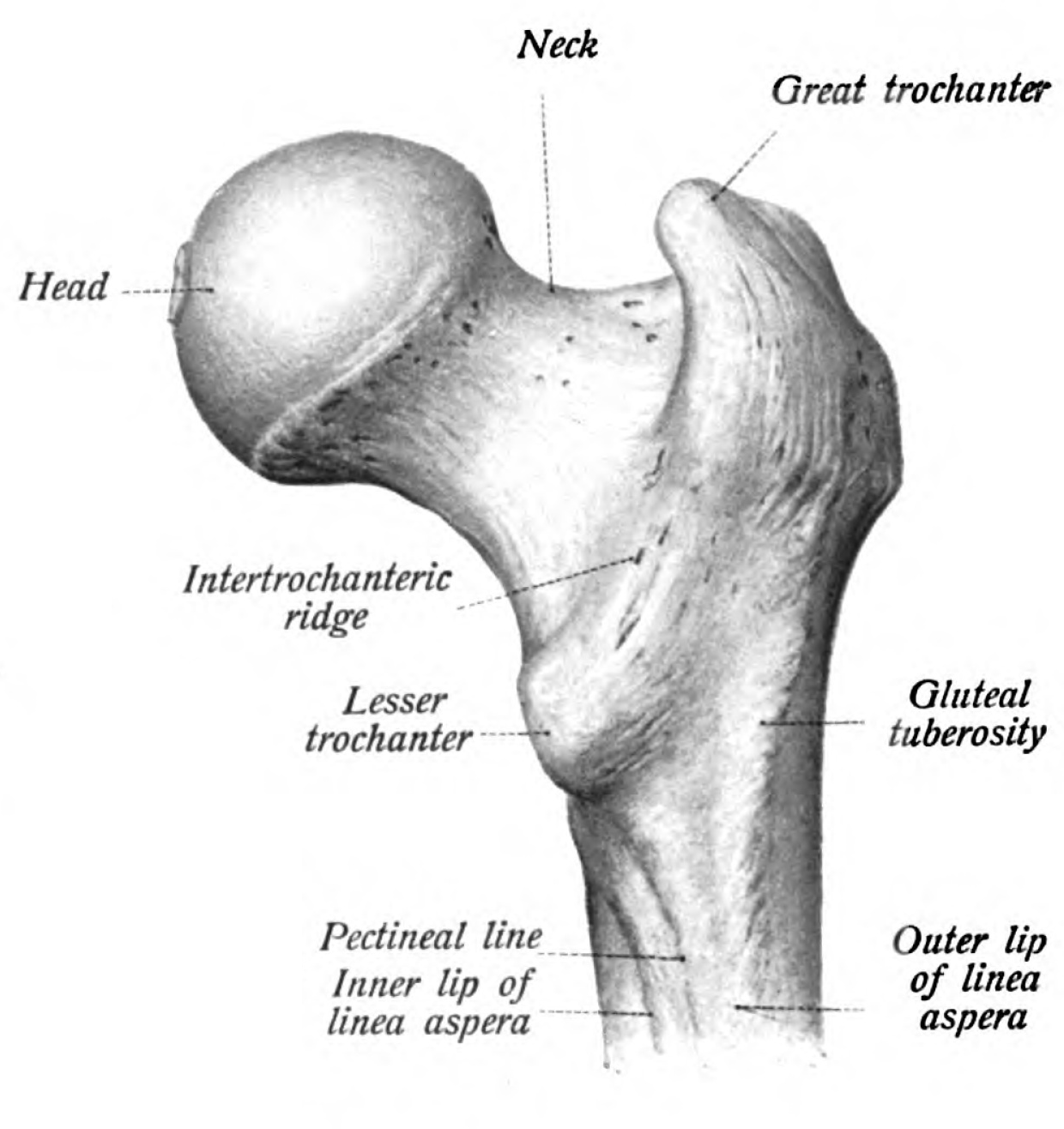
الجزء العُلوي من عظم الفخذ اليُمنى (رأس عظم الفخذ)، رؤية خلفية.
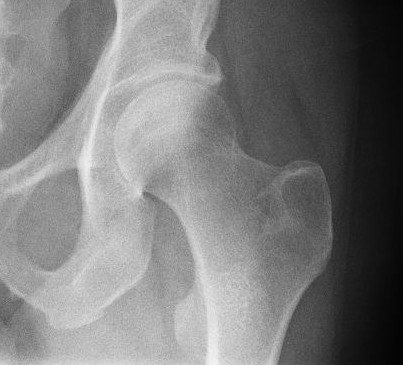
صور أشعة لمفصل ورك بشري سليم.
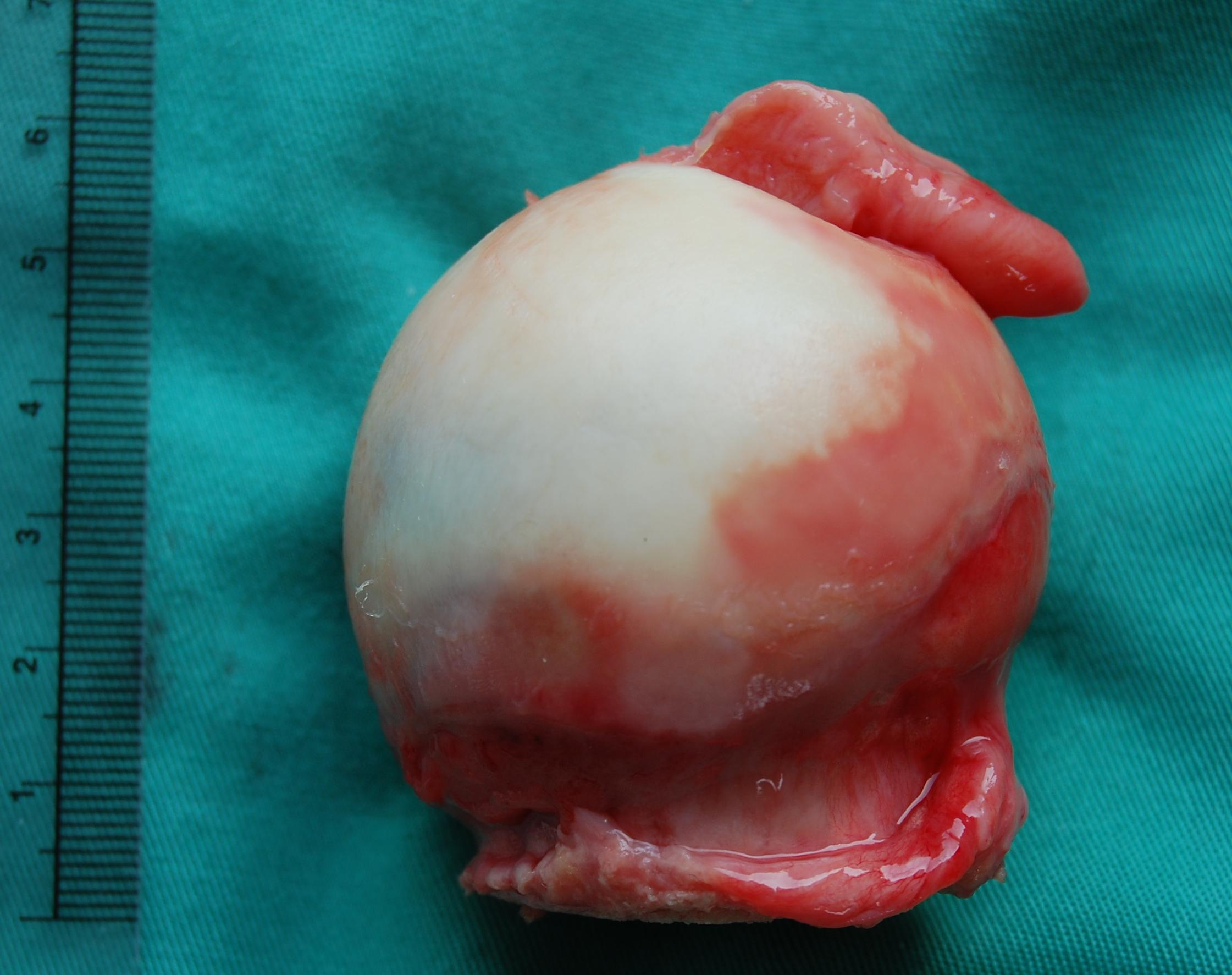
علم تجسيم الأمراض. عينة من رأس عظم الفخذ مع بعض الغشاء الزليلي المتعلق في الجزء السفلي ، بينما الرباط (بالإنجليزية: ligament)‏ يُرى مرتبطاً بالجزء العلوي. وحدة قياس الطول مبينة على المِسْطَرَة في الجانب الأيسر من الصورة بالسنتيمتر.
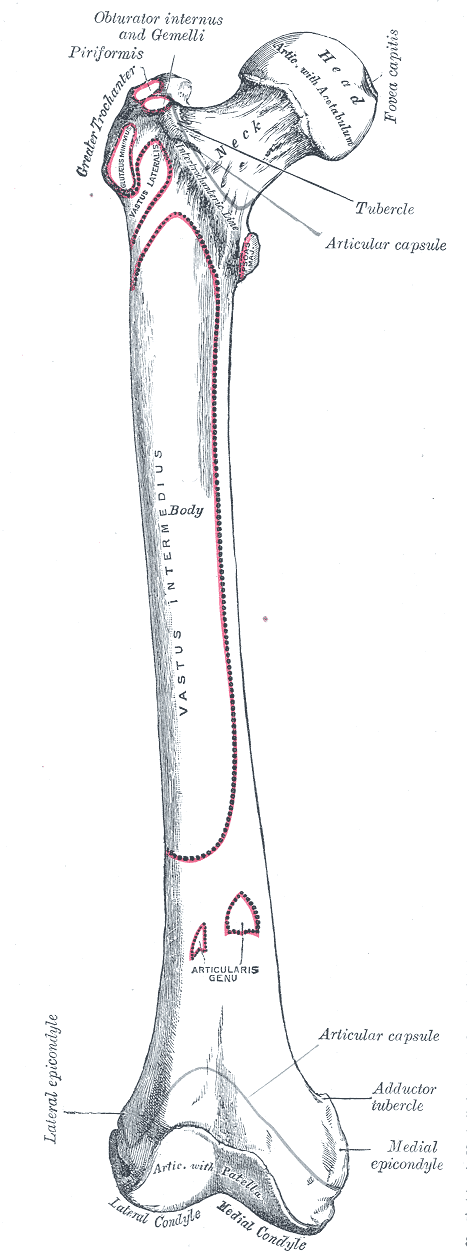
عظم الفخذ الأيمن. السطح الأمامي.
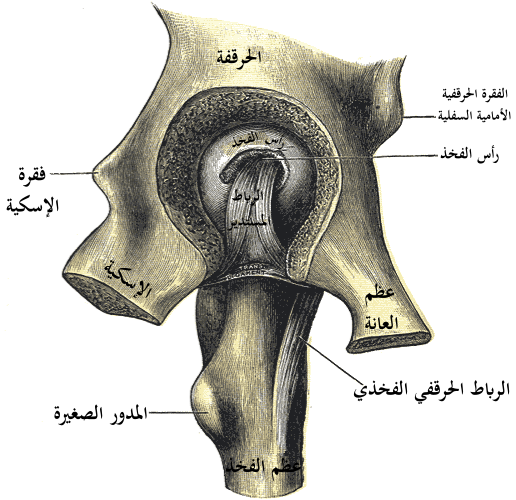
مفصل الوِرْك  الأيسر مفتوحاً ، بعد إزالة أرضية الحُقّ من داخل الحوض.
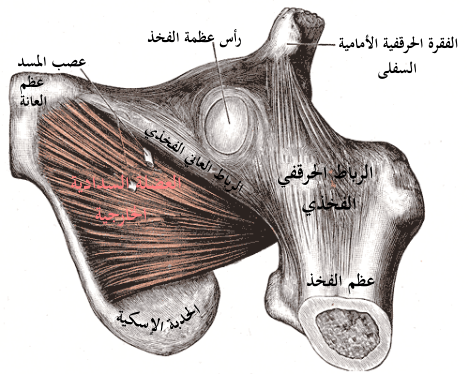
العَضَلَةُ المُسِدَّةُ الظَّاهِرَة (بالإنجليزية:  musculus obturator externus )‏.
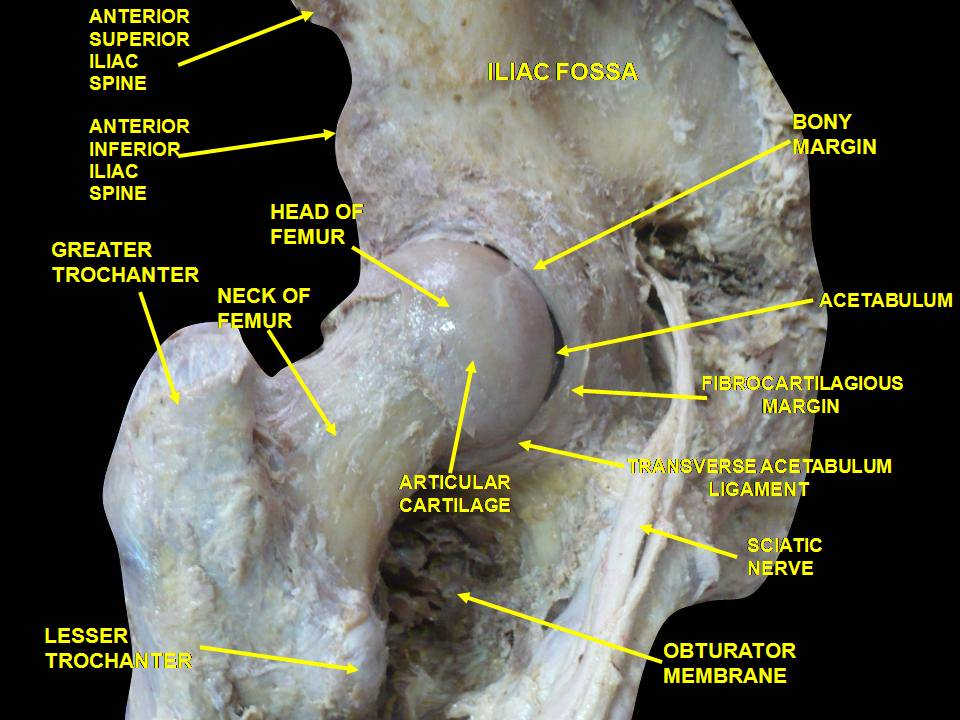
مفصل الورك. عرض جانبي (وحشي). رأس عظم الفخذ.
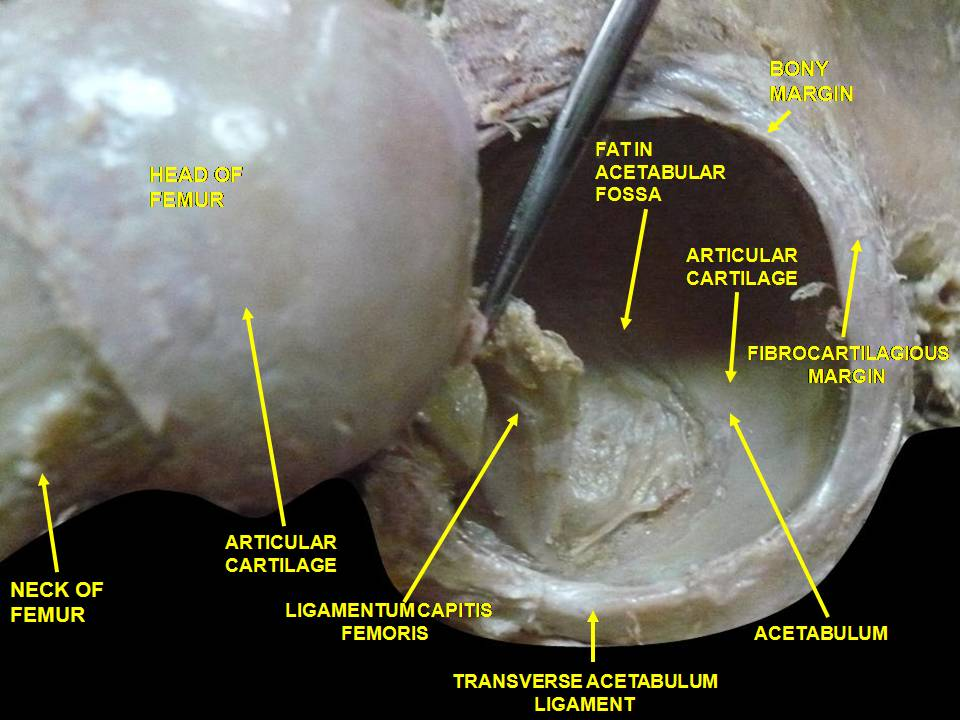
مفصل الورك. عرض جانبي (وحشي). رأس عظم الفخذ.